# Biblioteca Pública de Évora
A Biblioteca Pública de Évora localiza-se na cidade e Distrito de mesmo nome, em Portugal.
Fundada em 1805 pelo arcebispo D. Frei Manuel do Cenáculo, um clérigo erudito, representante de vulto do Iluminismo Português, a biblioteca acumula dois séculos de história e, no âmbito do Decreto-Lei n.º 92/2007 de 29 de Março, passou a integrar, organicamente, a Direcção-Geral do Livro e das Bibliotecas. No âmbito da reorganização interna da estrutura orgânica da Biblioteca Nacional de Portugal, em 2012, a Biblioteca Pública de Évora passou a estar na dependência desta instituição .

## História
A ideia para a instituição remonta ao falecimento, em 1800, de D. Frei Joaquim Xavier Botelho de Lima, arcebispo de Évora, que deixou no Paço Metropolitano um vasto e valioso núcleo de livros encadernados, sumariamente classificado pelo seu secretário, depois cónego da Sé, D. Frei Miguel de São Remígio.
Em 1802 D. Frei Manuel do Cenáculo foi nomeado arcebispo de Évora, vindo a iniciar no ano seguinte (1803) obras de adaptação no pavilhão seiscentista do lado oeste do Paço Episcopal, no Terreiro dos Açougues (atual Largo Conde de Vila Flor). Em 1804, com essas obras em progresso, o religioso estabeleceu o fundo original da futura biblioteca. Concluídas as obras, o religioso registou em seu Diário:
"25 de Março de 1805. Fui pôr o primeiro livro nas estantes da minha livraria; foi o primeiro tomo da Polyglota de Ximenes; fui com o vigário geral, capellães e pessoas da família. Mandei abrir um caixote e o primeiro livro que deparei foi a 'Évora Glorioza', o que me pareceu coisa de reflectir".
No ano seguinte (1806), o Príncipe-regente D. João e a Corte portuguesa visitaram a Livraria, cujo acervo era então estimado em cerca de cinquenta mil volumes.
No contexto da Guerra Peninsular, Évora foi ocupada e saqueada pelas tropas napoleónicas (Julho de 1808) sob o comando do general Louis Henri Loison (conhecido como "O Maneta"). O Estado Maior das tropas francesas instalou-se no Paço Episcopal e alguns dos oficiais procederam à destruição de muitos livros, manuscritos, imagens de marfim e de talha dourada e ao furto de moedas e medalhas de ouro e prata, do período romano, visigodos, muçulmano e português.
Passado esse período de convulsão, D. Frei Manuel do Cenáculo agiu no sentido de assegurar a continuidade da instituição com a publicação dos seus Estatutos (21 de Setembro de 1811) e a obtenção das rendas oriundas da Mitra e da Fábrica da Sé, pouco antes de falecer, o que ocorreu em 26 de Janeiro de 1814. O espólio da biblioteca estava estimado, à época, em 300.000 cruzados.
À época da Guerra Civil Portuguesa (1828-1834), em 1832 o metropolita D. Frei Fortunato de São Boaventura, cronista do Mosteiro de Alcobaça, da Ordem de Cister, ordenou o encerramento da "Livraria", despediu os funcionários e, em 1834 ordenou a remoção, para Estremoz, onde acompanhava as tropas de Miguel I de Portugal, de algumas carroças de livros, que se perderam após o seu falecimento, no exílio em Roma (1844). A Biblioteca de Évora tinha então mais de 12.000 livros, obras raras dos séculos XVI e XVII, que o metropolita considerava heréticos e jansenistas, e que ameaçou queimar.
Posteriormente, ao longo dos anos, o fundo original foi enriquecido por doações, aquisições e também pela incorporação dos fundos pertencentes aos conventos, extintos em 1834.
Com a implantação do liberalismo em Portugal, a Biblioteca passou para a esfera pública. O seu primeiro bibliotecário civil foi o Dr. Joaquim Heliodoro da Cunha Rivara (1838-1855), médico e grande proprietário, por nomeação de Maria II de Portugal. A ele devem-se não apenas organização e alguma estabilidade à instituição, mas sobretudo a sua primeira ampliação, com a inauguração da chamada "Sala Nova". Foi responsável ainda pela publicação do primeiro volume do "Catálogo dos Manuscritos da Biblioteca Pública de Évora", publicação que viria a ser concluída apenas em 1871 pelo bibliófilo eborense Joaquim António de Sousa Telles de Matos, com base nos apontamentos daquele bibliotecário. Cunha Rivara, que foi ainda professor de Filosofia do Liceu de Évora e deputado liberal, em Relatório de 29 de Setembro de 1845, enviado ao Ministério do Reino, apresenta uma "História da Biblioteca", referindo o seu estado e o seu espólio: "25.000 volumes singelos, 5.000 volumes dobrados, 1800 códices manuscritos, 6.000 e tantas medalhas; 300 e tantos painéis, um pequeno museu de productos naturais; outro de raridades, monumentos da antiguidade, lapidas, inscrições, etc.", assinalando que naquela contagem não tinham entrado "a maioria dos Livros dos Frades, que ainda se conserva nos depósitos". A principal "necessidade" da instituição observou, era "encher a lacuna, que há de livros desde a fundação da Caza até hoje. Uma Livraria assim falha, como esta, de obras modernas deixa de ser freqüentada, e fica um Estabelecimento inútil. Parece-me que se deve quanto antes destinar no Orçamento uma quota anual para esta Caza."
Outro director que teve papel de destaque na organização e desenvolvimento da biblioteca foi Augusto Filipe Simões (1864-1872). Tendo encontrado a biblioteca em estado de decadência, tanto das instalações quanto do seu espólio, com livros amontoados e em mau estado de conservação, em sua gestão o imóvel sofreu importantes obras de remodelação e melhoramento, que lhe conferiram as actuais feições: a escadaria principal, que liga o rés-do-chão ao primeiro andar foi construída, assim como a Sala Filipe Simões e as salas do actual pavimento térreo.
Em 1916 foi anexado à Biblioteca o Arquivo Distrital de Évora, que passou a designar-se "Biblioteca Pública e Arquivo Distrital de Évora". Para esse fim procedeu-se à expropriação do Convento dos Lóios, sendo uma parte integrada na Biblioteca Pública de Évora.
A instituição passou a usufruir dos benefícios do Depósito Legal em 1931, o que, se aumentou e diversificou o seu espólio, acarretou-lhe também sérios problemas de espaço e a necessidade de um quadro de pessoal especializado que permitisse um tratamento técnico adequado do acervo.
Justamente em função de problemas de espaço no período de 1940-1941 foi iniciada a construção da "Sala Novíssima" e da "Casa-Forte", para o que foi demolida a sala do "Museu Arqueológico", então em precárias condições. Nesse mesmo período, foi inaugurada a hemeroteca (1941).
Em 1962, o acervo do Arquivo Distrital foi retirado do Convento dos Lóios e instalado no edifício que tinha pertencido aos Jesuítas, pertença actual da Universidade de Évora. Neste edifício funcionavam as oficinas da Casa Pia.
O Decreto-lei n.º 60 de 1997 separou a Biblioteca Pública do Arquivo Distrital de Évora. Essa separação e a repartição do quadro de pessoal entre as duas Instituições acentuaram mais a falta de recursos humanos de que a biblioteca cronicamente padecia.
Na actualidade a instituição tem procurado rentabilizar os recursos de que dispõe de modo a melhor desempenhar algumas das missões fundamentais que atribuídas às bibliotecas públicas pelo Manifesto da Unesco.
Desse modo, no contexto das comemorações do seu bicentenário, em Outubro de 2005 foi disponibilizado ao público o primeiro catálogo informatizado da instituição "on-line" e inaugurado o serviço de empréstimo domiciliário. Com essas iniciativas, além da sua missão precípua de biblioteca patrimonial e de investigação geral — empenhada na recolha, salvaguarda e divulgação de valioso património documental, atendendo a pesquisadores de todo o mundo —, biblioteca pública, passou a captar novo público, facilitando o acesso da comunidade à educação, à informação, ao conhecimento, mas também à recreação e ao lazer, obtendo maior visibilidade e uma percepção social mais positiva.

## Espólio
Considerada como uma das mais antigas e mais ricas bibliotecas de Portugal pelo conjunto e conteúdo de suas colecções, o espólio da Biblioteca Pública de Évora compreende actualmente 664 incunábulos e 6.445 livros impressos do século XVI, para além de diversos núcleos de documentos manuscritos, de cartografia, partituras e mais de 20.000 títulos de publicações periódicas. Beneficiária desde a década de 1930 do Depósito Legal, destaca-se ainda pela abrangência em termos de bibliografia corrente, cujas colecções ascendem a mais de 1 milhão de volumes. Porém o número muda com grande rapidez, visto que a média de entrada de livros na Biblioteca é de 40 mil por ano.

## Imóvel
O seu actual edifício foi erguido em 1656 sobre os restos do antigo Castelo de Évora e das dependências da Catedral, que ali tinha estado alojada enquanto as suas próprias obras decorriam. O imóvel foi projectado originalmente para servir como o Colégio dos Moços do Coro da Sé pelo Governador do Arcebispado D. Frei Luís de Sousa, bispo eleito da Diocese do Porto, e inaugurado em 1666. À época, o Paço Arquiepiscopal (actual Museu de Évora) e o Colégio estavam interligados por um passadiço, fechado em 1883.